# والتر جيبونز
السير والتر جيبونز (بالإنجليزية: Walter Gibbons) (14 مايو 1871 – 22 أكتوبر 1933) كان مالكًا ومديرًا بريطانيًا لعدد من المسارح وقاعات الموسيقى، ويُعد من أبرز الشخصيات في المشهد الترفيهي البريطاني في مطلع القرن العشرين. أسّس وأدار العديد من قاعات الموسيقى في لندن ومدن بريطانية أخرى، كما ساهم في تطوير صناعة الترفيه الحي والسينمائي.

## الحياة المهنية
برز والتر جيبونز بوصفه واحدًا من كبار رجال الأعمال في مجال الترفيه في بريطانيا في أوائل القرن العشرين، حيث امتلك وأدار سلسلة من المسارح وقاعات الموسيقى، وعُرف بتأثيره الكبير في قطاع العروض الحية.
وفي عام 1907، لعب دورًا محوريًا في إضراب قاعات الموسيقى الشهير، حين تزعم الجانب المُمثِّل لأرباب العمل إلى جانب أوزوالد ستول، في مواجهة المطالب المتزايدة للفنانين والموسيقيين والعاملين على المسرح. وقد انتهى الإضراب بتنازلات واسعة لأصحاب المطالب، بما في ذلك تحسين الأجور وظروف العمل.

## دوره في صناعة السينما
كان جيبونز من أوائل من تبنوا تكنولوجيا العروض السينمائية في المملكة المتحدة، حيث أسس شركة للعروض السينمائية وساهم في إدخال العروض المتحركة إلى المسارح التقليدية. وقد ساعد ذلك في تطوير البنية التحتية لصناعة السينما المبكرة في بريطانيا.

## التكريم
مُنح والتر جيبونز لقب "فارس" في عام 1920، ونال وسام الإمبراطورية البريطانية من رتبة قائد (KBE)، تقديرًا لإسهاماته في مجال الترفيه ودعمه للمجهود الحربي خلال الحرب العالمية الأولى.

## الوفاة
توفي السير والتر جيبونز في 22 أكتوبر 1933 في لندن عن عمر ناهز 62 عامًا، وترك وراءه إرثًا طويلًا في صناعة العروض الحية والسينمائية في بريطانيا.